# Universidade Estadual de San Diego

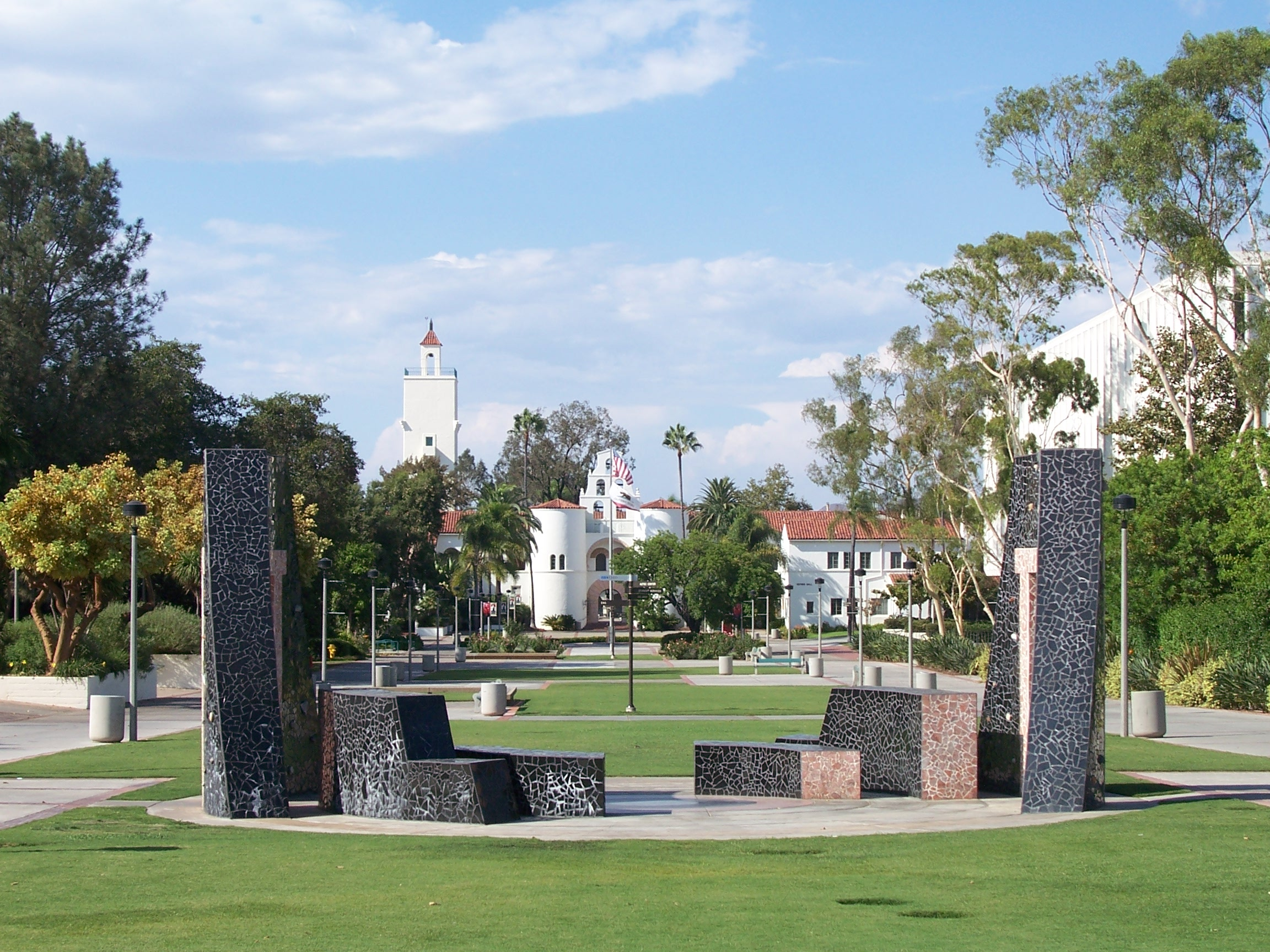
Vista da SDSU

A Universidade Estadual de San Diego (San Diego State University - SDSU) é a mais antiga e maior instituição de ensino superior da região de San Diego. Foi fundada em 1897.